# Райан, Робби (футболист)
Роберт Пол «Робби» Райан (англ. Robert Paul "Robbie" Ryan, родился 16 мая 1977 года в Дублине) — ирландский футболист, выступавший на позиции левого защитника и известный по играм за клуб «Миллуолл», в составе которого провёл свыше 200 встреч. Финалист Кубка Англии 2004 года. После ухода из «Миллуолла» играл за «Бристоль Роверс» и ещё за несколько любительских команд, прежде чем уйти из футбола окончательно и устроиться работать техником в Лондонский метрополитен.

## Игровая карьера

### Ранние годы
Воспитанник школы клуба «Бельведер». Игровую карьеру начинал в клубе «Хаддерсфилд Таун» в июле 1994 года, дебютировал 7 сентября 1996 года в игре Первого дивизиона против клуба «Ипсвич Таун», выйдя на замену и отыграв четыре минуты (матч завершился победой «Хаддерсфилда» со счётом 3:1). За «терьеров» сыграл всего 14 матчей. В 1997 году он с командой Ирландии не старше 20 лет выступил на молодёжном чемпионате мира в Малайзии, отыграв там 7 матчей и став бронзовым призёром. С 1997 по 1999 годы он сыграл 12 матчей за сборную Ирландии не старше 21 года, из которых три состоялись в рамках отбора на чемпионат Европы 1998 года, шесть — в рамках отбора на чемпионат Европы 2000 года, а три носили товарищеский статус.

### «Миллуолл»
В январе 1998 года Райан перешёл за 10 тысяч фунтов стерлингов в «Миллуолл», дебютировав в первенстве Второго дивизиона 31 января против клуба «Саутенд Юнайтед» и отыграв все 90 минут на поле (матч завершился со счётом 0:0). В том сезоне он провёл 16 встреч за «Миллуолл», получив две жёлтые карточки. В сезоне 1998/1999 он сыграл 26 матчей за «Миллуолл» во Втором дивизионе, в сезоне 1999/2000 — 34 встречи, в сезоне 2000/2001 — 42 матча. По итогам сезона 2000/2001 «Миллуолл» выиграл первенство Второго дивизиона и вышел в Первый дивизион, а в том сезоне Райан оказался вне заявки только в четырёх матчах из всех проведённых клубом. В сезоне 2001/2002 Райан провёл 37 матчей в Первом дивизионе: «Миллуолл» занял 5-е место в регулярном первенстве и вышел в раунд плей-офф, в котором разыгрывалась третья путёвка в Премьер-Лигу, но проиграл вышедшему в итоге в Премьер-Лигу «Бирмингем Сити» по сумме двух матчей со счётом 1:2 (ничья 1:1 и поражение 0:1; в первом матче за «Миллуолл» отличился Дион Даблин). В сезоне 2002/2003 он провёл 41 матч в первенстве Первого дивизиона и забил два гола. По итогам сезона Райан был близок к тому, чтобы победить в опросе на звание лучшего игрока года в клубе. Сам тренер клуба Марк Макги крайне иронично отзывался о болельщиках, поддерживавших Райана в голосовании, и даже пытался выставить игрока на трансфер, но в итоге сам вынужден был покинуть клуб по окончании сезона.
В сезоне 2003/2004 за «Миллуолл» Робби Райан сыграл 30 матчей в Первом дивизионе Футбольной лиги и 6 матчей в Кубке Англии. Выход в финал Кубка Англии стал высшим достижением для Райана и его клубам в том сезоне, а финальный матч Кубка, прошедший 22 мая 2004 года против «Манчестер Юнайтед», стал для Райана последним. В финале он играл индивидуально против Криштиану Роналду и ушёл с поля на 74-й минуте, а МЮ одержал победу со счётом 3:0, причём первый гол забил Роналду, обыграв именно Райана. В дальнейшем Райан утверждал, что все, кто говорили с ним о футболе, обязательно спрашивали его о финале Кубка и об игре против Криштиану Роналду. Робби Райан и Тим Кэхилл стали двумя игроками, чья последняя игра за «Миллуолл» пришлась именно на финал Кубка Англии — в межсезонье Кэхилл ушёл в «Эвертон». Срок контракта Райана с «Миллуоллом» истекал, и он пытался заключить с клубом новое соглашение на три года на более выгодных для себя условиях, однако всякий раз он получил отказ. Даже его просьбу заключить контракт на два года с прежней зарплатой осталась без ответа: тренер клуба Деннис Уайз не пошёл навстречу игроку, которому пытались навязать однолетний контракт с той же зарплатой. Райан из принципа отказался выступать за «Миллуолл» на таких условиях и ушёл из клуба. Всего он сыграл 245 матчей в разных турнирах за «Миллуолл», из которых 226 матчей провёл в Футбольной лиге — 108 матчей в Первом дивизионе и 118 во Втором.

### После «Миллуолла»
Райан перешёл в «Бристоль Роверс» из дивизиона ниже: поводом для мыслей об уходе в клуб из дивизиона ниже Второй лиги стала игра Кубка Англии против команды «Телфорд Юнайтед» из Конференции, зарплаты игроков которой были даже выше, чем зарплата Райана. Переход Робби Райана в «Бристоль Роверс» формально состоялся 9 июля 2004 года. Трансфер состоялся благодаря компьютерной игре Championship Manager, использовавшей реальные статистические данные: Райан Молсуорт, сын скаута «Бристоль Роверс» Пола Молсуорта, обнаружил в игре, что контракт Робби Райана с «Миллуоллом» вот-вот истечёт, и уговорил отца подписать игрока. В сезоне Второй лиги 2004/2005 Райан сыграл 40 матчей за «Бристоль», в сезоне 2005/2006 — всего 14, причём после ноября 2005 года он не провёл ни одной встречи из-за травмы левой лодыжки. 1 февраля 2007 года Райан расторг контракт с клубом.
Долгое время Райан находился без клуба, пока в июле 2007 года не перешёл в клуб «Уэллинг Юнайтед» из Южной Конференции, за который играл до июля 2008 года. Из команды он ушёл, отказавшись от продления контракта с понижением зарплаты. С июля по октябрь 2008 года он выступал за любительскую команду «Эшфорд Таун» в Первом дивизионе Истмийской лиги в зоне «Юг», дебютировав 25 августа 2008 года в игре против «Уитстабл Таун» (победа 4:0); за «Эшфорд Таун» всего он сыграл 9 игр в Истмийской лиге и две в Кубке Англии, проведя последний матч 14 октября 2008 года против «Ситтингборна» (поражение 0:1). Позже он выступал за «Фишер Атлетик» в 2008—2009 годах и «Кройдон Атлетик» в 2009—2010 годах. Райан утверждал, что проходил просмотры в клубах «Брентфорд», «Нортгемптон Таун» и «Дагенем энд Редбридж», но в итоге не договорился ни с одной из команд. Завершению его игровой карьеры способствовала и не залеченная до конца травма лодыжки. Формально его контракт с «Кройдон Атлетик» истёк 1 июля 2010 года. Всего Райан сыграл 322 матча в разных турнирах на клубном уровне.

## Стиль игры
Не обладая такой же техникой, как многие из его игроков, Робби Райан был достаточно сильным защитником, которого было очень сложно обыграть, и даже достаточно быстро исправлял свои ошибки в случае обыгрыша. Достаточно часто он шёл в атаку. Он был важным элементом в составе команды, которая не только дошла до финала Кубка Англии, но и выиграла Второй дивизион Футбольной лиги и была близка к тому, чтобы выйти из Первого дивизиона прямо в Премьер-Лигу, если бы не проиграла «Бирмингем Сити» в плей-офф розыгрыша путёвки в АПЛ в сезоне 2001/2002. Перед финалом Кубка Англии против «Манчестер Юнайтед» в ответ на вопрос, как остановить Криштиану Роналду, Райан радостно заявил: «Пнуть его» (англ. Kick him).

## После футбола
После завершения игровой карьеры Райан устроился работать в Лондонский метрополитен специалистом по техобслуживанию и ремонту в ночную смену. В его обязанности входили отключение электроснабжения на участках метрополитена, на которых проводились по ночам ремонтные работы. Райан отказался от возобновления игровой карьеры и решил не вести переговоры с любыми клубами, посчитав, что график тренировок и матчей не будет совместим с графиком его работы. При этом работу в Лондонском метро он стал совмещать с тренерской деятельностью в миллуоллской команде «Лайонс» (англ. Lions), тренируя детей не старше 12 лет. Женат, есть дочь.

## Достижения
Миллуолл
- Чемпион Второго дивизиона Футбольной лиги: 2000/2001[9]
- Финалист Кубка Англии: 2004[21]

Сборная Ирландии
- Бронзовый призёр чемпионата мира среди молодёжных команд: 1997[5]

| Матчи Райана за сборную Ирландии U-20 | Матчи Райана за сборную Ирландии U-20 | Матчи Райана за сборную Ирландии U-20 | Матчи Райана за сборную Ирландии U-20 | Матчи Райана за сборную Ирландии U-20  | Матчи Райана за сборную Ирландии U-20 |
| ------------------------------------- | ------------------------------------- | ------------------------------------- | ------------------------------------- | -------------------------------------- | ------------------------------------- |
| №                                     | Дата                                  | Оппонент                              | Счёт                                  | Соревнование                           |                                       |
| 1                                     | 17 июня 1997                          | Гана                                  | 1:2                                   | Чемпионат мира 1997. Группа C          |                                       |
| 2                                     | 19 июня 1997                          | США                                   | 2:1                                   | Чемпионат мира 1997. Группа C          |                                       |
| 3                                     | 22 июня 1997                          | Китай                                 | 1:1                                   | Чемпионат мира 1997. Группа C          |                                       |
| 4                                     | 25 июня 1997                          | Марокко                               | 2:1 (д.в.)                            | Чемпионат мира 1997. 1/8 финала        |                                       |
| 5                                     | 29 июня 1997                          | Испания                               | 1:0                                   | Чемпионат мира 1997. Четвертьфинал     |                                       |
| 6                                     | 2 июля 1997                           | Аргентина                             | 0:1                                   | Чемпионат мира 1997. Полуфинал         |                                       |
| 7                                     | 5 июля 1997                           | Гана                                  | 2:1                                   | Чемпионат мира 1997. Матч за 3-е место |                                       |

Итого: 7 матчей; 4 победы, одна ничья, 2 поражения.
| Матчи Райана за сборную Ирландии U-21 | Матчи Райана за сборную Ирландии U-21 | Матчи Райана за сборную Ирландии U-21 | Матчи Райана за сборную Ирландии U-21 | Матчи Райана за сборную Ирландии U-21    | Матчи Райана за сборную Ирландии U-21 |
| ------------------------------------- | ------------------------------------- | ------------------------------------- | ------------------------------------- | ---------------------------------------- | ------------------------------------- |
| №                                     | Дата                                  | Оппонент                              | Счёт                                  | Соревнование                             |                                       |
| 1                                     | 19 августа 1997                       | Литва                                 | 2:0                                   | Отбор на чемпионат Европы 1998. Группа 8 |                                       |
| 2                                     | 5 сентября 1997                       | Исландия                              | 0:1                                   | Отбор на чемпионат Европы 1998. Группа 8 |                                       |
| 3                                     | 10 октября 1997                       | Румыния                               | 0:2                                   | Отбор на чемпионат Европы 1998. Группа 8 |                                       |
| 4                                     | 18 мая 1998                           | Шотландия                             | 3:0                                   | Товарищеский матч                        |                                       |
| 5                                     | 22 мая 1998                           | Северная Ирландия                     | 0:1                                   | Товарищеский матч                        |                                       |
| 6                                     | 4 сентября 1998                       | Хорватия                              | 2:2                                   | Отбор на чемпионат Европы 2000. Группа 8 |                                       |
| 7                                     | 13 октября 1998                       | Мальта                                | 2:1                                   | Отбор на чемпионат Европы 2000. Группа 8 |                                       |
| 8                                     | 18 ноября 1998                        | Югославия                             | 1:1                                   | Отбор на чемпионат Европы 2000. Группа 8 |                                       |
| 9                                     | 2 июня 1999                           | Северная Ирландия                     | 1:0                                   | Товарищеский матч                        |                                       |
| 10                                    | 8 июня 1999                           | Республика Македония                  | 3:0                                   | Отбор на чемпионат Европы 2000. Группа 8 |                                       |
| 11                                    | 31 августа 1999                       | Югославия                             | 0:2                                   | Отбор на чемпионат Европы 2000. Группа 8 |                                       |
| 12                                    | 3 сентября 1999                       | Хорватия                              | 1:5                                   | Отбор на чемпионат Европы 2000. Группа 8 |                                       |

Итого: 12 матчей; 5 побед, 2 ничьи, 5 поражений.